# Teoria cel·lular
La teoria cel·lular és una branca fonamental de la biologia que explica la constitució de la matèria viva a força de cèl·lules i el paper que aquestes tenen en la constitució de la vida.

## Història
Robert Hooke havia observat ja en el segle xvii que el suro i altres matèries vegetals apareixen constituïts de cèl·lules (literalment, cel·les). Dos científics alemanys, Theodor Schwann, històleg i fisiòleg, i Matthias Jakob Schleiden, botànic, s'adonaren de certa comunitat fonamental en l'estructura microscòpica d'animals i plantes, en particular la presència de nuclis, que el botànic britànic Robert Brown havia descrit recentment (1827). Van publicar junts l'obra Investigacions microscòpiques sobre la concordança de l'estructura i el creixement de les plantes i els animals (Mikroskopische Untersuchungen über die Übereinstimmung in der Struktur und dem Wachstum der Tiere und Pflanzen, Berlín, 1839). Van assentar el primer principi de la teoria cel·lular històrica: tot en els éssers vius està format per cèl·lules o productes secretats per les cèl·lules.
El descobriment del món microscòpic es va fer al segle xviii, quan l'holandès Antonie van Leeuwenhoek, amb un microscopi senzill construït per ell mateix, va observar una gota d'aigua, dins la qual va trobar un món nou, poblat per éssers minúsculs que nedaven vertiginosament.
Un metge alemany, Rudolf Virchow, interessat en l'especificitat cel·lular de la patologia (només algunes classes de cèl·lules semblen implicades en cada malaltia) va explicar el que hem de considerar el segon principi: 
Tota cèl·lula s'ha originat a partir d'altra cèl·lula, per divisió d'aquesta. Ara estem en condicions d'afegir que la divisió és per bipartició, perquè a pesar de certes aparences, la divisió és sempre, en el fons, binària. El principi el va popularitzar Virchow en la forma d'un aforisme creat per François-Vincent Raspail, «omnis cellula et cellula». Virchow va acabar amb les especulacions que feien descendir la cèl·lula d'un hipotètic blastema.
La teoria cel·lular va ser debatuda al llarg del segle xix, però va ser Louis Pasteur qui amb els seus experiments sobre la multiplicació dels microorganismes unicel·lulars va descartar que aquests s'originessin per generació espontània i va donar lloc a l'acceptació rotunda i definitiva de la teoria cel·lular.

## Teoria actual
Aquells éssers que no segueixen les bases d'aquesta teoria, es coneixen com a éssers de vida acel·lular, per exemple els virus.